# Place de la Gare (Dzerjinsk)
 (juillet 2023).
Pour les articles homonymes, voir Place de la Gare.

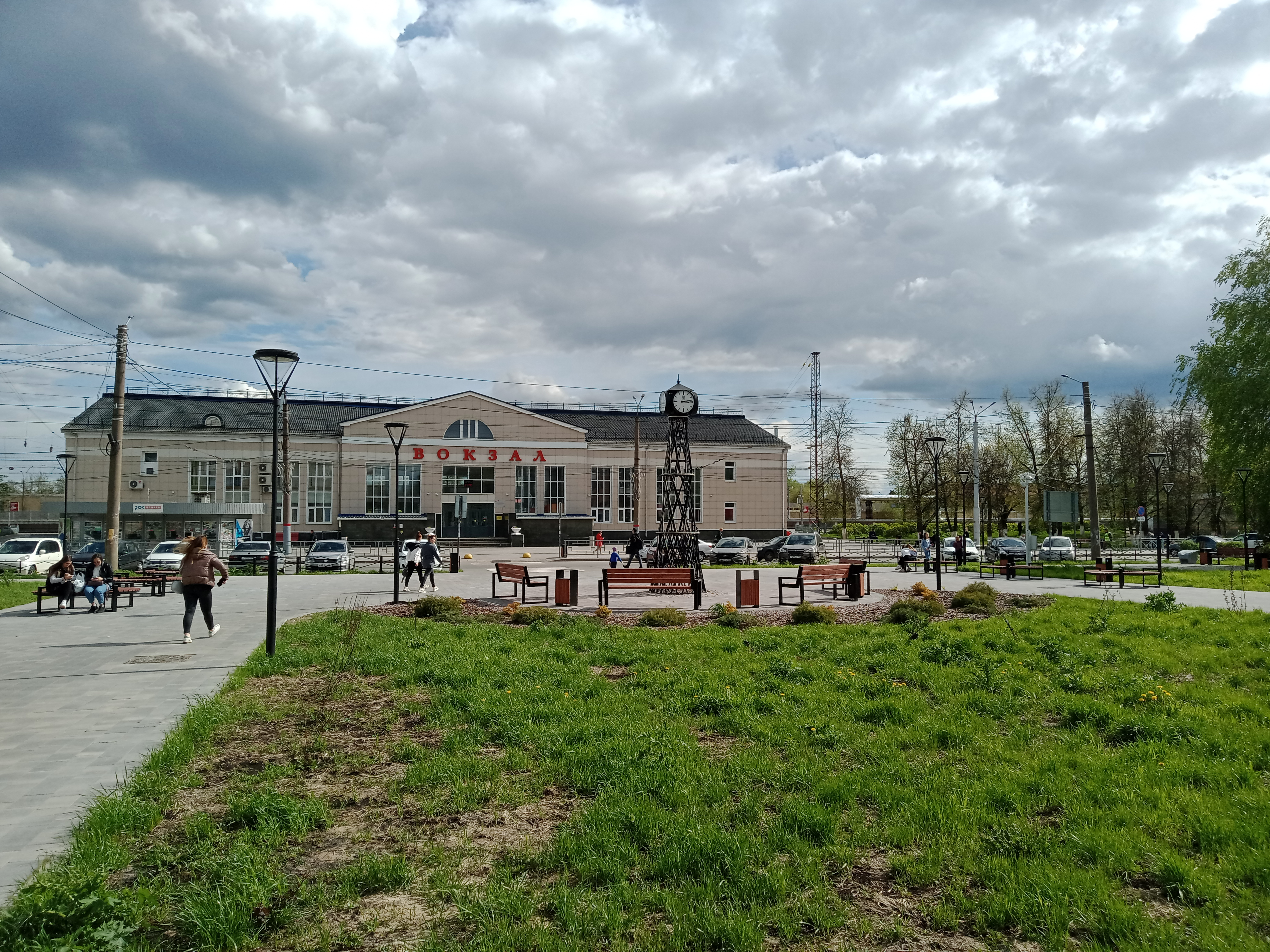
Place de la Gare.

La place de la Gare (Привокзальная пло́щадь) est une place de la ville de Dzerjinsk (Russie). Elle se trouve dans le deuxième anneau de la ville.

## Histoire
La place se trouve dans le deuxième anneau de la ville de Dzerjinsk. Elle dessert la gare ferroviaire de Dzerjinsk et la gare routière. Elle a été renommée en 1987 en place d'Octobre en hommage au 70e anniversaire de la révolution d'Octobre. Elle prend son nom actuel le 14 décembre 1993 par décision de la mairie.

## Édifices
- Gare ferroviaire: Initialement, le bâtiment était à pans de bois et disgracieux, car il avait été construit en 1862 pour la demi-gare de Tchernoïe (nom à l'époque de la localité). Le bâtiment était alors situé juste à l'est du marché central. Un nouveau bâtiment est édifié en 1960[2].
- Gare routière: Autrefois la gare routière se trouvait à l'angle de la rue Ouritski. C'est en 1978 qu'est construite la nouvelle gare routière qui occupe la partie est de la place[3].